# Municipio de San Jerónimo Sosola
El municipio de San Jerónimo Sosola  es un municipio situado en el estado mexicano de Oaxaca. Según el censo de 2020, tiene una población de 2730 habitantes. Pertenece al distrito de Etla, dentro de la Región Valles Centrales. Su cabecera es la localidad de San Jerónimo Sosola.

## Toponimia
La localidad anteriormente se denominaba Tezololano Zozolla, compuesto de zozoltipec, "cosa muy vieja o antigua", y de lail, variante de tlan, "junto a" o "entre". Por lo tanto, significa "entre las cosas muy viejas o muy antiguas".

## Geografía
El municipio tiene una superficie de 240.49 km² y se encuentra a una altitud promedio de 1930 metros sobre el nivel del mar.